# Január 18.
Január 18. az év 18. napja a Gergely-naptár szerint. Az évből még 347 (szökőévekben 348) nap van hátra.
Névnapok: Piroska + Aténa, Aténé, Athena, Atina, Beatrix, Fausztia, Fausztina, Gyöngy, Lizandra, Margit, Margita, Margitta, Margó, Özséb, Pál, Palmer, Pável, Pírea, Piri, Pirit, Piros, Pósa, Színes, Szinta, Trixi

## Események

### Politikai események
- 474 – Trónra lép II. León keletrómai császár.
- 1529 – Elkészül Luther Márton Kis kátéja, az evangélikus egyház egyik legfontosabb hitvallási irata.
- 1701 – Königsbergben királlyá koronázzák I. Frigyest, addigi brandenburgi választófejedelmet.
- 1871 – I. Vilmos porosz király felveszi a német császári címet. Kikiáltják a második Német Császárságot.
- 1884 – Dalsland tartomány (Svédország) hercegi rangot kap.
- 1919 – Ünnepélyesen megnyitják az első világháborút lezáró békekonferenciát Párizsban.
- 1945 – A szovjet Vörös Hadsereg felszabadítja a pesti gettót (17–18-án).
- 1945 – A németek felrobbantják a budapesti Erzsébet hidat.
- 2008 – Rakétát lő ki egy izraeli repülőgép a Gáza övezetben lévő palesztin belügyminisztérium épületére. A támadás során egy ember meghal, több mint harminc megsebesül.
- 2008 – Gyurcsány Ferenc miniszterelnök Újdelhiben tárgyal Manmohan Szingh-gel.

### Tudományos és gazdasági események
- 1535 – Francisco Pizarro megalapítja Lima városát.
- 1946 – Megnyitják az autós forgalom előtt a budapesti Kossuth hidat, a világháború után megépített első állandó dunai átkelőt.[1]
- 1977 – Újabb jelentős kölcsönt vesz fel a Magyar Nemzeti Bank. Nyugat-európai bankok 150 millió dollárt utalnak át Magyarországnak.

### Kulturális események
- 2012 – az internetes szabadság védelmében, veszélyeztetése elleni tiltakozásul 24 órára elsötétül az angol Wikipédia oldala.

#### Irodalmi, színházi és filmes események
- 1825 – megnyitott a közönség előtt a Moszkvai Nagyszínház

### Sportesemények
- 1953 – Formula–1-es argentin nagydíj, Buenos Aires - Győztes: Alberto Ascari (Ferrari)

## Születések
- 1519 – Jagelló Izabella magyar királyné, Szapolyai János magyar király felesége, özvegye, Erdély korábbi kormányzója († 1559)
- 1689 – Charles de Montesquieu francia író, költő, († 1755)
- 1787 – Bechtold Fülöp császári-királyi altábornagy († 1862)
- 1808 – Hajnik Pál ügyvéd, politikus, 1848-as belügyi tanácsos, országos rendőrfőnök († 1864)
- 1810 – Gál László honvéd ezredes († 1850)
- 1835 – Cezar Antonovics Kjui orosz hadmérnök, zeneszerző, zenekritikus, († 1918)
- 1841 – Emmanuel Chabrier francia zeneszerző és zongoraművész († 1894)
- 1848 – Ioan Slavici román író († 1925)
- 1867 – Rubén Darío nicaraguai író, költő, politikus, a dél-amerikai modernizmus kiemelkedő alakja († 1916)
- 1869 – Tornyai János magyar festőművész († 1936)
- 1882
  - Alexander Milne angol író, drámaíró, publicista, († 1956)
  - Szilvássy Pál magyar gazdálkodó, Borsod vármegyei helyi politikus, országgyűlési képviselő (* ?)
- 1884 – Kuncz Ödön jogtudós, közgazdász, az MTA tagja († 1965)
- 1892 – Oliver Hardy amerikai komikus-színész († 1957)
- 1896 – Ville Ritola finn hosszútávfutó olimpiai bajnok († 1982).
- 1897 – Friss Antal magyar gordonkaművész († 1973)
- 1898 – Andrássy Klára legitimista, angolszászbarát politikus, újságíró († 1941)
- 1903 – Bezsilla László, magyar entomológus († 1983)
- 1904 – Cary Grant Oscar-díjas brit születésű amerikai színész († 1986)
- 1907 – Ferencsik János kétszeres Kossuth-díjas magyar karmester († 1984)
- 1908 – Jacob Bronowski(wd) lengyel születésű angol matematikus, természettudós († 1984)
- 1908 – Szibilla szász–coburg–gothai hercegnő († 1972)
- 1911 – Danny Kaye Oscar-díjas amerikai énekes, színész, komikus († 1987)
- 1920 – Richard Andvord norvég üzletember, ellenálló († 1997)
- 1924 – D. Szabó Károly földműves, az 1956-os forradalom gyóni eseményeinek egyik vezető szereplője és kivégzettje († 1959)
- 1928 – Keresztes Attila magyar kardvívó, olimpiai bajnok († 2002)
- 1928 – Pór Edit tanár, sajtótörténész († 2008)
- 1929 – Győri Ilona Jászai Mari-díjas magyar színésznő († 2001)
- 1930 – Kássa Melinda magyar bábművész († 2019)
- 1933 – John Boorman angol filmrendező, forgatókönyvíró, producer
- 1938 – Anthony Giddens brit szociológus
- 1940 – Pedro Rodriguez mexikói autóversenyző († 1971)
- 1942 – Gonda György magyar színész
- 1942 – Johnny Servoz-Gavin francia autóversenyző († 2006)
- 1943 – Paul Freeman angol színész, filmszínész
- 1948 – Czakó Klára magyar színésznő († 2014)
- 1950 – Gianfranco Brancatelli olasz autóversenyző
- 1950 – Gilles Villeneuve kanadai autóversenyző († 1982)
- 1955 – Nyilasi Tibor válogatott magyar labdarúgó, edző
- 1955 − Kevin Costner Oscar-díjas amerikai színész, rendező
- 1956 – Christoph Prégardien(wd) német operaénekes
- 1956 – Elli Medeiros(wd) francia énekesnő, az Elli et Jacno egyik tagja
- 1963 – Jakupcsek Gabriella magyar újságíró, TV-riporter
- 1965 – Karin Kneissl osztrák jogász, politikai szakértő, politikus
- 1967 – Iván Zamorano chilei labdarúgó
- 1970 – Madarász Éva magyar színésznő
- 1971 – Christian Fittipaldi brazil autóversenyző
- 1976 – Szabó Tímea magyar politikus, független országgyűlési képviselő
- 1978 – Bogdan Lobonţ román labdarúgó
- 1978 – Illyés Ákos magyar színész
- 1979 – Bartos Cs. István magyar költő, vándorfilozófus
- 1979 – Jay Chou tajvani énekes, zeneszerző, színész, filmrendező
- 1984 – Haszebe Makoto japán labdarúgó
- 1985 – Ebenezer Ajilore nigériai labdarúgó
- 1987 – Klem Viktor magyar színész
- 1987 – Mezei Léda magyar színésznő
- 1988 – Angelique Kerber német teniszező
- 1990 – Dimitrij Kugrisev orosz jégkorongozó[2]
- 1992 – Vizi Dávid magyar színész
- 1999 – Tóth Andi magyar énekesnő, az X-faktor 5. évadának győztese

## Halálozások
- 474 – I. León bizánci császár (* 401 k.)
- 896 – Humáravajh ibn Ahmad ibn Túlún egyiptomi fejedelem (* 864)
- 1270 – Árpád-házi Szent Margit, IV. Béla magyar király leánya, (* 1242)
- 1854 – Sükei Károly költő, újságíró, műfordító (* 1823)
- 1802 – Antoine Darquier de Pellepoix francia csillagász (* 1728).
- 1862 – John Tyler az Amerikai Egyesült Államok 10. elnöke, (* 1790)
- 1869 – Szemere Bertalan politikus, belügyminiszter, miniszterelnök, író (* 1812)
- 1926 – Blaha Lujza magyar színésznő (* 1850)
- 1934 – Diósy Ödönné Brüll Adél, Ady Endre szerelme (* 1872)
- 1936 – Rudyard Kipling Nobel-díjas angol író (* 1865)
- 1941 – George Webster brit úszó, olimpikon (* 1885)
- 1952 – Aschner Lipót magyar üzletember, (* 1872).
- 1965 – Révész László magyar járásbíró, ügyvéd, kisgazda politikus, országgyűlési képviselő (* 1889)
- 1977 – Carl Zuckmayer német író, költő (* 1896)
- 1978 – John Lyng norvég konzervatív politikus, Norvégia miniszterelnöke (* 1905)
- 2001 – Laurent-Désiré Kabila a Kongói Demokratikus Köztársaság elnöke (* 1939)
- 2001 – Sinkovits Imre Kossuth-díjas színművész, a nemzet színésze (* 1928)[3]
- 2002 – Kölgyesi György Aase-díjas magyar színész (* 1926)
- 2020
  - Makkai Ádám kétszeres Kossuth-díjas magyar költő, nyelvész, műfordító (* 1935)
  - Kötél Zsuzsanna Jedlik Ányos-díjas magyar mezőgazdasági mérnök, növénynemesítő (* 1931)
- 2021 – Kriza Ákos magyar orvos, közgazdász, Miskolc polgármestere (2010–2019) (* 1965)

## Ünnepek, emléknapok, világnapok
- Árpád-házi Szent Margit ünnepe